# Sahiwalský skot
Sahiwalský skot, sahiwal, je plemeno zebu chované především v Pákistánu a v Indii. Původní oblastí chovu byla oblast Sahiwal v západním Paňdžábu v Pákistánu, plemenná kniha je vedena od roku 1941 v Indii.
Je to kompaktní, dobře osvalený skot středního tělesného rámce. Má klenuté čelo a dlouhé uši, zvířata jsou rohatá, rohy jsou dlouhé a směřují dozadu. Trup je hluboký, končetiny středně dlouhé a pevné. Nápadný je dlouhý, visící lalok. Zbarvení je červené až červenohnědé. V Indii se chová pro mléko, roční užitkovost je asi 2000 kg mléka, které obsahuje téměř 5 % tuku. V jiných zemích se uplatňuje i pro produkci masa. K tahu se nehodí, je pomalý. Je to plemeno pozdní, poprvé se telí ve věku 32-40 měsíců, ale je nenáročné, přizpůsobivé a odolné vůči vysokým teplotám.